# 동모산
동모산(東牟山)은 698년에 발해의 초기 도읍지로 알려져 있으며 대조영이 이곳에서 발해를 건국하였다. 지금의 중화인민공화국 지린성 옌볜 조선족 자치주 둔화 시에 위치했던 것으로 추정된다.